# Paul Spera
Paul Spera est un acteur franco-américain né le 25 juillet 1986 à Paris.

## Biographie
Il est le fils de Jane C. Ginsburg (en), professeur de droit de la propriété littéraire et artistique à la Columbia Law School et de George T. Spera, Jr avocat chez Shearman and Sterling, un cabinet d'avocats de New York. Il est le petit fils de Ruth Bader Ginsburg, juge américaine, membre de la Cour suprême des États-Unis de 1993 à 2020. Paul dira de sa grand-mère lors d'une interview sur Europe 1 qu'elle était « un exemple ». Il a une sœur, Clara Spera. Il est marié à Francesca Sarah Toich depuis 2018 avec qui il a eu une fille. Paul a grandi à New York mais vit à présent depuis 2008 à Paris. Il est naturalisé français depuis 2014.

### Carrière
Il s'est formé avec Toni Dorfman dans le programme Bachelors théâtre de l'université Yale aux États-Unis, et au Conservatoire national supérieur d'art dramatique de Paris dans la classe de Philippe Torreton.
Au théâtre, il joue régulièrement en France, mais aussi à l'étranger : États-Unis, Italie, Liban, Égypte. Il est artiste associé du Masrah Ensemble, un collectif théâtral créé à Beyrouth en 2009. Depuis janvier 2019, il anime, avec la compagnie À Tire-d'ailes, des ateliers de pratique théâtrale et d'insertion sociale pour jeunes et adultes amateurs dans le quartier de la Porte de La Chapelle, en partenariat avec l'ONG d'accueil Singa Paris et le Secours populaire, et avec le soutien de la Mairie de Paris. Paul est membre de SAG-AFTRA, le syndicat américain d'acteurs de cinéma. Il est parfaitement bilingue en anglais et français, et parle couramment l'italien – il joue dans les trois langues.
En 2018, il participe au tournage de Une femme d'exception (On the Basis of Sex), un drame biographique basé sur la vie de la juge à la Cour suprême américaine Ruth Bader Ginsburg (sa grand-mère). Film réalisé par Mimi Leder et écrit par Daniel Stiepleman, Paul y joue le rôle de Bennett.
En 2021, il atterrit sur la série Canal + OVNI(s) où il joue le rôle de Steven Spielberg, clin d'œil des réalisateurs Clémence Dargent, Martin Douaire et Antony Cordier.
Depuis 2020, il collabore avec le collectif Franco-Italien de Théâtre contemporain Kulturscio'k dirigé par Alessia Siniscalchi. Sur Oreste Will Be Back,,, une réécriture du mythe d'Oreste et «Sibyl sessions», Paul Spera joue, écrit et chante.

## Filmographie

### Cinéma

#### Courts métrages
- 2008 : Un grain de beauté de Pauline Gay
- 2009 : En Galilée de Victor Rodenbach Melchior
- 2015 : La plage de Keren Ben Rafael : L'américain
- 2015 : Red Dolman[9] de Ãnanda Safo (Sélection des Premier Plans d'Angers) : Le manager
- 2016 : L'Avenir est tellement radieux (que je dois porter des lunettes noires) de Julien Eon[10] : Frost
- 2019 : Talk de Romuald boulanger : Gary

#### Longs métrages
- 2012 : Après Mai d'Olivier Assayas : Carl
- 2012 : Renoir de  Gilles Bourdos : secrétaire Barnes
- 2014 : Soldat blanc d'Érick Zonca : Jacques
- 2014 : Eden de Mia Hansen-Løve : Guillaume (Respect)
- 2015 : L'Affaire SK1 de Frédéric Tellier : Guillaume Reboul
- 2017 : Mes provinciales de Jean Paul Civeyrac
- 2019 : Une femme d'exception de Mimi Leder avec Felicity Jones : Bennett
- 2019 : Rêves de jeunesse d'Alain Raoust : Julien
- 2022 : On the Line de Romuald Boulanger : Gary

### Télévision

#### Séries télévisées
- 2011 : Un flic de Hugues Pagan, saison 4, épisode 4 « Poker Menteur » : Bunny Z
- 2014 : Résistance de Dan Franck, épisode 5 : Jim
- 2017 : La guerre des As de Fabrice Hourlier : Clements
- 2017 : Versailles de Thomas Vincent, saison 2, épisodes 3, 4, 6
- 2018 : Immortality de Nick Parish (Mini série) : Sean
- 2021 : OVNI(s) d'Antony Cordier, saison 1, épisode 10 : Steven Spielberg
- 2021 : Exterminate all the brutes par Raoul Peck
- 2022 : Marie-Antoinette de Deborah Davis, saison 1, épisodes 5, 6, 8 : Comte de Vaudreuil
- 2024 : Becoming Karl Lagerfeld (mini-série télévisée Disney +) : Andy Warhol

#### Jeux vidéo
- 2018 : Detroit Become Human : Leo Manfred (voix et capture de mouvement)

## Théâtre
- 2010 : On ne badine pas avec l'amour, mise en scène Keti Irubetagoyena de (Musset), au cent quatre, France
- 2011 : Molière sur le divan de Michelle Brûlé, Lucernaire, France
- 2011 : L'histoire du soldat - dirigé par Philippe Auguin, opéra de Nice, France
- 2015 : Les yeux ouverts, mise en scène Ludovic Kerfendal (d'après Marguerite Yourcenar), Théâtre du chêne noir, Avignon, France
- 2015 : Famille Ti-Jean de Derek Walcott et Biljana Srbljanovic, Liban
- 2016 : Der Urwald de Olivier Dhénin (Conception) avec Martin Coz Elléouët, Musée de la Chasse et de la Nature, Paris, France
- 2017 : The Merchant of Venice[11], mise en scène Karin Coonrod (de W. Shakespeare), Ghetto de Venise (Italie), Peak Performances (New York) et Arts and Ideas (New Haven, CT), USA
- 2017 : The gentleman caller[12], mise en scène Ahmed Saleh (d'après La Ménagerie de Verre de T. Williams), ElMadina Arts, bibliothèque Alexandrie, Égypte
- 2019 : Colloquia, mise en scène David Ostwald (de David Zarko), Kamina Teatro / Teatro Del Carmine, Orvieto, Italie
- 2020 : Long distance affair mes, mise en scène Chiari Arespacochaga, Production PopUp Theatrics and Juggerknot Theatre, Miami, USA
- 2020 : More or less I am, mise en scène Karin Coonrod (en) (d'après Song of Myself de Walt Whitman), Compagnia de Colombari and International Festival of Arts and Ideas, New York , USA
- 2021 : Oreste Will Be Back, mise en scène Alessia Siniscalchi, Production Kulturscio'k, la Ménagerie de Verre, Museo della moda (it), Naples, Italie
- 2022 : Sibyl sessions, mise en scène Alessia Siniscalchi, Production Kulturscio'k, site archeologique de Cumes, Naples, Italie

## Discographie
- 2021 : Full Moon Of Revolution, Phil St George (music) Feat. Paul Spera (lyrics) - EP / (Label Kulturfactory Music)
- 2023 : Oreste Will Be Back, Phil St George (music) Feat. Paul Spera (lyrics) - Album / (Label Kulturfactory Music)